# Discocerina buccatum
Discocerina buccatum är en tvåvingeart som först beskrevs av Cresson 1930.  Discocerina buccatum ingår i släktet Discocerina och familjen vattenflugor. Inga underarter finns listade i Catalogue of Life.